# 吉無田春男
吉無田 春男（よしむた はるお、1939年11月5日 - 2025年3月5日）は、日本の元競泳選手。熊本県出身。1960年ローマオリンピック・1964年東京オリンピック日本代表。200mバタフライの元日本記録保持者。

## 経歴
人吉市立人吉東小学校、九州学院中学校・高等学校、早稲田大学卒。
1960年ローマオリンピック選考会兼日本選手権の200mバタフライで優勝し、オリンピック代表に選出された。1960年ローマオリンピックの200mバタフライで5位入賞を果たした。
1964年東京オリンピック選考会兼日本選手権の400m自由形で3位に入り、2大会連続となるオリンピック代表に選出された。1964年東京オリンピックでは400m自由形に出場し、予選落ちとなった。
2025年3月5日、心不全のため北九州市の病院で死去、85歳没。